# جون ستيل (صحفي)
جون ستيل (بالإنجليزية: Jon Steele)‏ هو صحفي أمريكي، ولد في 1950.